# Rydzyna
Rydzyna (Duits: Reisen) is een stad in het Poolse woiwodschap Groot-Polen, gelegen in de powiat Leszczyński. De oppervlakte bedraagt 2,17 km²; het inwonertal 2754 (2016).
Rydzyna is een van de best bewaarde barokke stadjes in Polen. Het kasteel werd tussen 1704 en 1709 bewoond door koning Stanislaus I van Polen en in de 17e en 18e eeuw diverse malen verbouwd.

## Verkeer en vervoer
- Station Rydzyna